# Amanita atkinsoniana
Amanita atkinsoniana là một loài nấm thuộc chi Amanita trong họ Amanitaceae. Loài này được William Chambers Coker miêu tả khoa học lần đầu tiên năm 1917. Amanita atkinsoniana được tìm thấy ở một số vùng như các bang Alabama, Georgia, Massachusetts, Maryland, Michigan, North Carolina, New Jersey, New York, Pennsylvania, Tennessee, Texas, Virginia, Vermont, và West Virginia của Hoa Kỳ.